# Beng (Indonesië)
Beng is een bestuurslaag in het regentschap Gianyar van de provincie Bali, Indonesië. Beng telt 4239 inwoners (volkstelling 2010).